# Hebecnema bwambae
Hebecnema bwambae är en tvåvingeart som först beskrevs av Fritz Isidore van Emden 1951.  Hebecnema bwambae ingår i släktet Hebecnema och familjen husflugor.
Artens utbredningsområde är Uganda. Inga underarter finns listade i Catalogue of Life.